# Partikel (Band)
Partikel ist ein britisches Jazztrio, das der Saxophonist Duncan Eagles mit dem Bassisten Max Luthert und Drummer Eric Ford bildet.

## Geschichte
Das Trio, das 2010 in Süd-London entstand und bei Jamsessions mit Gästen im Grey Horse in Kingston reifte, ging bereits früh in Europa auf Tournee, wo es sich mit energiegeladenen Live-Auftritten einen Namen machte. Es hat auf renommierten Festivals gespielt, neben dem London Jazz Festival und Jazzahead auf den Festivals in Rochester, Vancouver und Wuhan. Für seine Alben hat sich das Trio teilweise Gäste eingeladen, beispielsweise ein Streichquartett beim Album String Theory. Ihr Album Counteraction, das Jazzthetik mit fünf Sternen auszeichnete, war bei den Parliamentary Jazz Awards 2017 als bestes Album des Jahres nominiert.

## Diskographie
- Partikel (2010)
- Cohesion (Whirlwind Recordings 2012)
- String Theory (Whirlwind Recordings 2015)
- Counteraction (Whirlwind Recordings 2017)
- Anniversary Song (Berthold Records 2022)[4]